# Тепонацтль

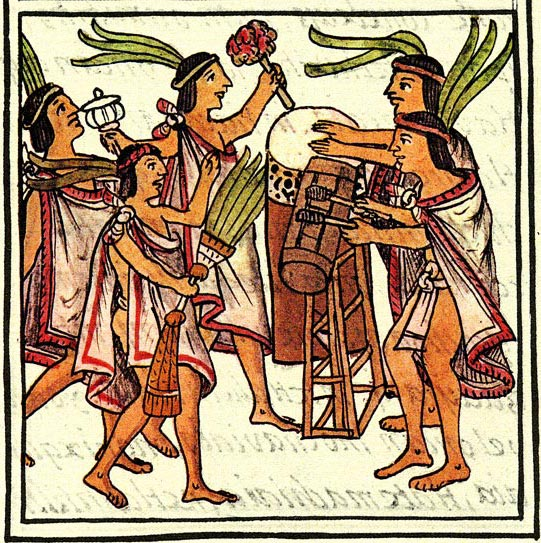
Малюнок 16 століття з Флорентійського кодексу, що зображує церемонію, в якій використовуються барабани тепонацтль і хуехуетль.

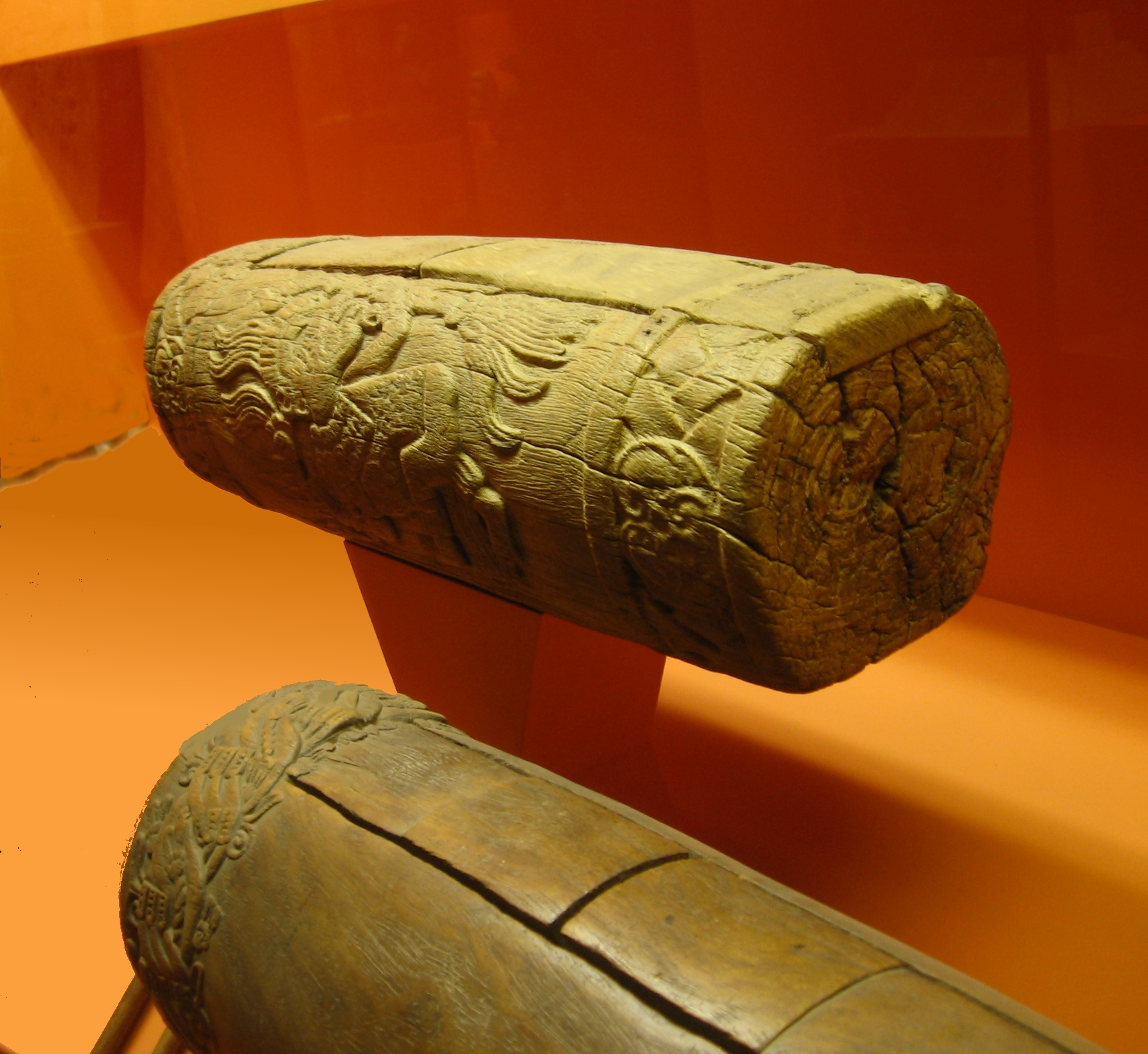
Два ацтекських тепонацтля, виставлених в Американському музеї природознавства. Довжина цих барабанів — приблизно 60 см.

Тепонацтль або тепонацтлі (науатль: teponāztli) — барабан, що використовувався індіанцями Месоамерики (ацтеками та іншими культурами). Є видовбаним з колоди горизонтальним циліндром з прорізами. Прорізи, розташовані у верхній частині барабану у вигляді букви «Н», формують два вібруючі «язички», які звучать в різних тонах через різну довжину або товщину. Іноді знизу барабану прорізався отвір, що збільшував його гучність. Звук утворювався палицями з каучуковими наконечниками.
Барабани тепонацтль, як правило, прикрашалися різьбленням із зображеннями богів або абстрактних предметів, їм інколи надавалася форма тварин або людей. Тепонацтлі культури міштеків, що мешкали (і мешкають) на території півдня Мексики (Чіапас, Оахака), відомі рельєфними зображеннями військових і міфологічних сцен.
Довжина цих барабанів варіюється від 30 до 120 см. Для крупних екземплярів створювалася підтримуюча конструкція, а дрібні барабани можна було повісити на плечі.
Монах-францисканець Торібіо Мотолінія, що написав хроніку життя ацтеків після конкісти, стверджував, що тепонацтль (або як він його називав contrabajos — «контрабас») часто використовувався спільно з іншим типом барабану — хуехуетлем. Тепонацтль використовувався при танцях і читанні віршів — ритм барабану можна відмітити в самих віршах: «totocoto tototo cototo tiquititi titiqui tiquito». Цез запис с стилі сольфеджіо дозволяє реконструвати ритми музики ацтеків.
Ці барабани також використовувалися в численних церемоніях (описаних у Флорентійському кодексі) та під час військових дій як засіб комунікації. Згідно з деякими джерелами, під час важливих церемоній у барабан заливалася кров принесених у жертву.
Ацтекські джерела описують музику як дар, принесений на Землю богами Тескатліпокою богом неба і Кетцалькоатлем богом вітру.

## Ресурси Інтернету
- Барабаны Индейцев (рос.)
- MHN Instrument Encyclopedia — Teponaztli (англ.)
- Опис і фото тепонацтля у вигляді сови [Архівовано 7 листопада 2008 у Wayback Machine.] в Британському музеї (англ.)
- Опис і фото тепонацтля [Архівовано 23 листопада 2008 у Wayback Machine.] міштеків в Британському музеї (англ.)
- Аудио файли звуків тепонацтля